# Ascope (tỉnh)
Tỉnh Ascope (tiếng Tây Ban Nha: Provincia de Ascope) là một tỉnh thuộc vùng La Libertad của Peru. Tỉnh Ascope có diện tích 2655 km², dân số thời điểm theo điều tra dân số ngày 11 tháng 7 năm 1993 là 108976 người. Tỉnh lỵ đóng ở Ascope.